# Иоанн (Сааказов)
Архиепископ Иоанн (в миру Иосиф Георгиевич Саакадзе или Сааказов; 1660/66—1751) — епископ Грузинской православной церкви, архиепископ Мингрельский.
Святой Грузинской православной церкви (память 28 марта).
О мирской жизни Иосифа Георгиевича Саакадзе известно очень мало; родился около 1660/66 гг; происходил из грузинского княжеского рода. Еще будучи архимандритом принял схиму с именем Иоанна.
С 1725 года Иоанн Сааказов жил в городе Дербенте; в 1735 году, когда Дербент перешел к Персии, он переселился в Кизляр, а затем в Астрахань в Свято-Троицкий мужской монастырь.
В 1744 году приехал в Санкт-Петербург и получил разрешение построить в Астрахани монастырь. Но построенный им монастырь в 1747 году сгорел и архиепископ переехал снова в Кизлярскую крепость; он думал устроить собственный монастырь и в Кизляре, но не получил на то разрешения.
Иоанн Сааказов умер 28 марта 1751 году в Кизлярском Крестовоздвиженском монастыре.